# Mombaça (músico)
Mombaça, nome artístico de Genilson dos Santos (Rio de Janeiro, 13 de janeiro de 1960), é um cantor, compositor, diretor e produtor musical brasileiro.

## Biografia
Oriundo de família musical, nasceu no bairro carioca de Paciência onde iniciou sua carreira artística nas apresentações de sua família na Congregação Batista do bairro. Adota o nome artístico de “Mombaça” em referência a cidade Mombaça, no Quênia, país da África.
Estuda no curso de História na Universidade Santa Úrsula e forma-se em Jornalismo na década de 1980. Torna-se professor de História no Colégio Estadual Barão do Rio Branco, no bairro carioca de Santa Cruz. Em 1982, com dois colegas de faculdade, fundou o Trio Centelha, com o qual veio a ter sua primeira experiência com a Música Popular Brasileira (MPB).
Pelo engajamento musical em favor das políticas de integração racial no Brasil, recebeu troféu “Griot”, da Câmara Municipal do Rio de Janeiro, na categoria “Cantor”. Entre seus diversos parceiros musicais, destacam-se Sandra de Sá, João Suplicy, Ana Costa e Mart'nália, sua mais constante parceira.
Sensibilizado com o desastre ambiental em Brumadinho, compôs a letra da música “Pra recomeçar”.
Ligado a causa antirracista, em 2022, Mombaça tentou uma vaga de deputado estadual no Rio de Janeiro pelo Partido Socialista Brasileiro (PSB) e defendia, caso fosse eleito, reforçar as discussões raciais e culturais; todavia Mombaça não conseguiu a quantidade necessária de votos para ser eleito.